# Gioco di realtà interattiva
Il gioco di realtà interattiva è un'attività ricreativa che coinvolge una o più persone (i giocatori), svolta in un ambiente di gioco fisico in cui i giocatori, mediante l'interazione con l'ambiente circostante, ottengono elementi per andare avanti nella loro partita.
Anche se generalmente si cerca di dare una larga libertà di azione per mantenere una parvenza di libertà di agire possiede un insieme di regole, che determinano ciò che i giocatori possono e non possono fare durante l'attività ludica; intraprendere un'azione al di fuori delle stesse costituisce generalmente un errore o fallo (e se quest'ultimo è intenzionale significa barare). Generalmente tali giochi vengono svolti in luoghi creati appositamente per tale attività, in strutture adeguatamente calzanti all'ambientazione di gioco per dare l'atmosfera e gli elementi necessari per fare sentire il giocatore come se fosse realmente in quella situazione.
(Definizione di Interattività)
Un esempio di gioco di realtà interattiva è Négone.